# Гудаури
Гудаури (на грузински: გუდაური) е село и ски курорт, разположен на южното плато на Голямата Кавказка планинска верига в Грузия.
Курортът е разположен в квартал Степанцминда, по протежение на Грузинската военна магистрала близо до прохода Джвари, на надморска височина от 2200 m. Гудаури се намира на 120 km северно от грузинската столица Тбилиси. На разстояние от 4,1 km от курорта се намира най-близката граница с непризнатата Южна Осетия. Склоновете на Гудаури са над линията на дърветата и се считат за безопасни от лавини. Ски сезонът продължава от декември до април. Хели-ски се предлага през целия сезон.

## Хели-ски
В рамките на курорта може да се използват и т.нар. „хели-ски“ – екстремен вид ски, при който скиори и сноубордисти се транспортират с хеликоптер до недостъпни или отдалечени писти, където могат да се наслаждават на свободно каране в необработен мек сняг. Този вид ски е предназначен за напреднали и опитни скиори, тъй като включва неконтролирани терени. Скиорите могат да се насладят на писти на надморска височина между 1500 и 4200 метра.

## Ски туризъм
Районът на курорта Гудаури и масивът на планината Казбек предоставят възможности за ски туризъм. Лифтове осигуряват лесен достъп до планинската пустош, което прави този регион специален. С необходимото оборудване и малко упорита работа, скиорите могат да избягат от тълпите по пистите и да намерят подходящото място за каране на ски.

## Скоростно каране и парапланеризъм
Гудаури е най-известният ски курорт в Грузия за скоростно каране. Наети са опитни инструктори, които придружават клиентите в посочените дейности.

## Маршрути и лифтове
Гудаури има повече от 76 километра ски писти и 18 лифта. Долната станция на първия ски лифт е наречен Пирвели и е намира на 1990 m надморска височина. Горната станция на последния ски лифт е на 3279 m и се нарича Сазеле.
Асансьорите са дело на австрийско-швейцарския производител Doppelmayr. Първият лифт (Pirveli) е дълъг 1010 m и е три седалков. Вторият лифт (Soliko) е дълъг 2310 m и е четири седалков. Третият лифт (Snow Park) е дълъг 1060 m и е три седалков.
Общият брой на лифтовете е 15.

## Инциденти
На 16 март 2018 г., поради грешка на оператора, един от седалковите лифтове започва да се движи назад с два пъти по-висока от нормалната скорост. В резултат на това 11 души са с наранявания.
На 29 юли 2022 г. полицейски хеликоптер Ми-8 се разбива, докато се опитва да спаси двама парапланеристи в дефиле близо до Гудаури. В резултат на този инцидент всички 8 души на борда загиват. Открит е мъртъв и единият от двамата парапланеристи.